# Emakumeen Euskal Bira 2019
La 32e édition de l'Emakumeen Euskal Bira a lieu du 22 au 25 mai 2019. C'est la douzième manche de l'UCI World Tour féminin. 
L'épreuve est ponctuée par de très nombreuses attaques. Jolien D'Hoore gagne la première étape au sprint. Le lendemain, Amanda Spratt s'impose dans un sprint en côte. Lors de la troisième étape, Tayler Wiles sort dans la dernière ascension et s'impose en solitaire. La dernière étape est remportée par Elisa Longo Borghini qui a attaqué dans les derniers mètres de la dernière difficulté. Elle gagne par la même le classement général, le classement par points et celui de la montagne. Amanda Spratt est deuxième devant Soraya Paladin. Evita Muzic est la meilleure jeune et Ane Santesteban la meilleure Basque. Movistar est la meilleure équipe.

## Équipes
| Équipes féminines professionnelles (18)- Alé Cipollini - BePink - Biehler Pro Cycling - Bigla - Bizkaia-Durango - Boels Dolmans - BTC City Ljubljana - Canyon-SRAM Racing - FDJ-Nouvelle Aquitaine-Futuroscope - Massi Tactic - Mitchelton-Scott - Movistar Team - Servetto-Piumate-Beltrami TSA - Sopela - Virtu Cycling Women - Trek-Segafredo - Valcar Cylance - WNT-Rotor Pro Cycling |
| |

## Étapes
| Étape     | Date   | Villes étapes                                              | type              | Distance (km) | Vainqueur d'étape    | Leader du classement général |
| --------- | ------ | ---------------------------------------------------------- | ----------------- | ------------- | -------------------- | ---------------------------- |
| 1re étape | 22 mai | Iurreta – Iurreta                                          | étape vallonnée   | 101           | Jolien D'Hoore       | Jolien D'Hoore               |
| 2e étape  | 23 mai | Aduna – Aduna                                              | étape de montagne | 110,8         | Amanda Spratt        | Amanda Spratt                |
| 3e étape  | 24 mai | Ametzaga (Zuia) – San Vicente de Arana-Done Bikendi Harana | étape de montagne | 97,6          | Tayler Wiles         | Amanda Spratt                |
| 4e étape  | 25 mai | Oñati – Oñati                                              | étape de montagne | 155,8         | Elisa Longo Borghini | Elisa Longo Borghini         |

## Déroulement de la course

### 1reétape
Emilie Moberg remporte le premier sprint intermédiaire. Ensuite, Anna Plichta attaque. Son avance atteint deux minutes, ensuite Boels Dolmans entame la poursuite. Elle est reprise après la première difficulté du jour. Tanja Erath gagne le second sprint intermédiaire. Dans la deuxième ascension, Tayler Wiles passe à l'offensive. Reprise, Elisa Longo Borghini contre avec Amanda Spratt. Leur avance culmine à trente secondes. Le regroupement général a lieu à quatorze kilomètres de l'arrivée. Katia Ragusa attaque dans le final, mais la victoire se joue au sprint. Jolien D'Hoore le lance et s'impose.
| \| Classement de l'étape \| Classement de l'étape \| Classement de l'étape \| Classement de l'étape \| Classement de l'étape \| \| Coureuse \| Coureuse \| Pays \| Équipe \| Temps \| \| --------------------- \| --------------------- \| --------------------- \| --------------------- \| --------------------- \| \| 1re \| Jolien D'Hoore \| Belgique \| Boels Dolmans \| 2 h 33 min 20 s \| \| 2e \| Sofia Bertizzolo \| Italie \| Virtu Cycling Women \| + 0 s \| \| 3e \| Gracie Elvin \| Australie \| Mitchelton-Scott \| + 0 s \| \| 4e \| Sheyla Gutiérrez \| Espagne \| Movistar Team \| + 0 s \| \| 5e \| Anna Trevisi \| Italie \| Alé Cipollini \| + 0 s \| \| 6e \| Elena Cecchini \| Italie \| Canyon-SRAM Racing \| + 0 s \| \| 7e \| Ilaria Sanguineti \| Italie \| Valcar Cylance \| + 0 s \| \| 8e \| Elisa Longo Borghini \| Italie \| Trek-Segafredo \| + 0 s \| \| 9e \| Tatiana Guderzo \| Italie \| Bepink \| + 0 s \| \| 10e \| Sandra Alonso \| Espagne \| Bizkaia-Durango \| + 0 s \| |                      |           |                     |                 |
| |                      |           |                     |                 |
| |                      |           |                     |                 |
| Classement de l'étape |                      |           |                     |                 |
| Coureuse | Coureuse             | Pays      | Équipe              | Temps           |
| 1re | Jolien D'Hoore       | Belgique  | Boels Dolmans       | 2 h 33 min 20 s |
| 2e | Sofia Bertizzolo     | Italie    | Virtu Cycling Women | + 0 s           |
| 3e | Gracie Elvin         | Australie | Mitchelton-Scott    | + 0 s           |
| 4e | Sheyla Gutiérrez     | Espagne   | Movistar Team       | + 0 s           |
| 5e | Anna Trevisi         | Italie    | Alé Cipollini       | + 0 s           |
| 6e | Elena Cecchini       | Italie    | Canyon-SRAM Racing  | + 0 s           |
| 7e | Ilaria Sanguineti    | Italie    | Valcar Cylance      | + 0 s           |
| 8e | Elisa Longo Borghini | Italie    | Trek-Segafredo      | + 0 s           |
| 9e | Tatiana Guderzo      | Italie    | Bepink              | + 0 s           |
| 10e | Sandra Alonso        | Espagne   | Bizkaia-Durango     | + 0 s           |

| \| Classement général \| Classement général \| Classement général \| Classement général \| Classement général \| \| Coureuse \| Coureuse \| Pays \| Équipe \| Temps \| \| ------------------ \| -------------------- \| ------------------ \| --------------------- \| ------------------ \| \| 1re \| Jolien D'Hoore \| Belgique \| Boels Dolmans \| 2 h 33 min 10 s \| \| 2e \| Sofia Bertizzolo \| Italie \| Virtu Cycling Women \| + 2 s \| \| 3e \| Amanda Spratt \| Australie \| Mitchelton-Scott \| + 4 s \| \| 4e \| Gracie Elvin \| Australie \| Mitchelton-Scott \| + 6 s \| \| 5e \| Ane Santesteban \| Espagne \| WNT-Rotor Pro Cycling \| + 8 s \| \| 6e \| Annemiek van Vleuten \| Pays-Bas \| Mitchelton-Scott \| + 8 s \| \| 7e \| Sheyla Gutiérrez \| Espagne \| Movistar Team \| + 10 s \| \| 8e \| Anna Trevisi \| Italie \| Alé Cipollini \| + 10 s \| \| 9e \| Elena Cecchini \| Italie \| Canyon-SRAM Racing \| + 10 s \| \| 10e \| Ilaria Sanguineti \| Italie \| Valcar Cylance \| + 10 s \| |                      |           |                       |                 |
| |                      |           |                       |                 |
| |                      |           |                       |                 |
| Classement général |                      |           |                       |                 |
| Coureuse | Coureuse             | Pays      | Équipe                | Temps           |
| 1re | Jolien D'Hoore       | Belgique  | Boels Dolmans         | 2 h 33 min 10 s |
| 2e | Sofia Bertizzolo     | Italie    | Virtu Cycling Women   | + 2 s           |
| 3e | Amanda Spratt        | Australie | Mitchelton-Scott      | + 4 s           |
| 4e | Gracie Elvin         | Australie | Mitchelton-Scott      | + 6 s           |
| 5e | Ane Santesteban      | Espagne   | WNT-Rotor Pro Cycling | + 8 s           |
| 6e | Annemiek van Vleuten | Pays-Bas  | Mitchelton-Scott      | + 8 s           |
| 7e | Sheyla Gutiérrez     | Espagne   | Movistar Team         | + 10 s          |
| 8e | Anna Trevisi         | Italie    | Alé Cipollini         | + 10 s          |
| 9e | Elena Cecchini       | Italie    | Canyon-SRAM Racing    | + 10 s          |
| 10e | Ilaria Sanguineti    | Italie    | Valcar Cylance        | + 10 s          |

### 2eétape
Le premier prix de la montagne est remporté par Sophie Wright. Le deuxième par Elisa Longo Borghini. Elena Cecchini gagne le sprint intermédiaire. La première véritable attaque provient de Malgorzata Jasinska. Son avance atteint cinquante secondes. À quarante-huit kilomètres de l'arrivée, elle est presque reprise. Elle obtient alors le renfort d'Amy Pieters, Ane Santesteban, Elisa Longo Borghini, Amanda Spratt et Soraya Paladin. Un regroupement a lieu peu après. Alena Amialiusik puis Audrey Cordon sortent également, mais elles ne creusent pas un écart important. À dix-neuf kilomètres de la ligne, Tayler Wiles attaque sans plus de succès. L'ascension suivante provoque une sélection. Un groupe d'une dizaine de coureuses puis trente se forme. Sheyla Gutierrez passe à l'offensive à dix kilomètres du but, mais Annemiek van Vleuten la marque. Audrey Cordon attaque de nouveau, mais est reprise aux six kilomètres. Dans un sprint en côte, Amanda Spratt et Soraya Paladin se montrent les plus rapides. L'Australienne s'impose et s'empare de la tête du classement général.
| \| Classement de l'étape \| Classement de l'étape \| Classement de l'étape \| Classement de l'étape \| Classement de l'étape \| \| Coureuse \| Coureuse \| Pays \| Équipe \| Temps \| \| --------------------- \| --------------------- \| --------------------- \| ---------------------------------- \| --------------------- \| \| 1re \| Amanda Spratt \| Australie \| Mitchelton-Scott \| 2 h 59 min 24 s \| \| 2e \| Soraya Paladin \| Italie \| Alé Cipollini \| + 0 s \| \| 3e \| Mavi García \| Espagne \| Movistar Team \| + 0 s \| \| 4e \| Amy Pieters \| Pays-Bas \| Boels Dolmans \| + 3 s \| \| 5e \| Elisa Longo Borghini \| Italie \| Trek-Segafredo \| + 8 s \| \| 6e \| Annemiek van Vleuten \| Pays-Bas \| Mitchelton-Scott \| + 8 s \| \| 7e \| Rachel Neylan \| Australie \| Virtu Cycling Women \| + 10 s \| \| 8e \| Katrine Aalerud \| Norvège \| Virtu Cycling Women \| + 10 s \| \| 9e \| Cristina Martínez \| Espagne \| Bizkaia-Durango \| + 17 s \| \| 10e \| Shara Marche \| Australie \| FDJ-Nouvelle Aquitaine-Futuroscope \| + 17 s \| |                      |           |                                    |                 |
| |                      |           |                                    |                 |
| |                      |           |                                    |                 |
| Classement de l'étape |                      |           |                                    |                 |
| Coureuse | Coureuse             | Pays      | Équipe                             | Temps           |
| 1re | Amanda Spratt        | Australie | Mitchelton-Scott                   | 2 h 59 min 24 s |
| 2e | Soraya Paladin       | Italie    | Alé Cipollini                      | + 0 s           |
| 3e | Mavi García          | Espagne   | Movistar Team                      | + 0 s           |
| 4e | Amy Pieters          | Pays-Bas  | Boels Dolmans                      | + 3 s           |
| 5e | Elisa Longo Borghini | Italie    | Trek-Segafredo                     | + 8 s           |
| 6e | Annemiek van Vleuten | Pays-Bas  | Mitchelton-Scott                   | + 8 s           |
| 7e | Rachel Neylan        | Australie | Virtu Cycling Women                | + 10 s          |
| 8e | Katrine Aalerud      | Norvège   | Virtu Cycling Women                | + 10 s          |
| 9e | Cristina Martínez    | Espagne   | Bizkaia-Durango                    | + 17 s          |
| 10e | Shara Marche         | Australie | FDJ-Nouvelle Aquitaine-Futuroscope | + 17 s          |

| \| Classement général \| Classement général \| Classement général \| Classement général \| Classement général \| \| Coureuse \| Coureuse \| Pays \| Équipe \| Temps \| \| ------------------ \| -------------------- \| ------------------ \| --------------------- \| ------------------ \| \| 1re \| Amanda Spratt \| Australie \| Mitchelton-Scott \| 5 h 32 min 26 s \| \| 2e \| Soraya Paladin \| Italie \| Alé Cipollini \| + 12 s \| \| 3e \| Mavi García \| Espagne \| Movistar Team \| + 12 s \| \| 4e \| Amy Pieters \| Pays-Bas \| Boels Dolmans \| + 21 s \| \| 5e \| Annemiek van Vleuten \| Pays-Bas \| Mitchelton-Scott \| + 21 s \| \| 6e \| Elisa Longo Borghini \| Italie \| Trek-Segafredo \| + 25 s \| \| 7e \| Rachel Neylan \| Australie \| Virtu Cycling Women \| + 28 s \| \| 8e \| Katrine Aalerud \| Norvège \| Virtu Cycling Women \| + 28 s \| \| 9e \| Sheyla Gutiérrez \| Espagne \| Movistar Team \| + 35 s \| \| 10e \| Ane Santesteban \| Espagne \| WNT-Rotor Pro Cycling \| + 35 s \| |                      |           |                       |                 |
| |                      |           |                       |                 |
| |                      |           |                       |                 |
| Classement général |                      |           |                       |                 |
| Coureuse | Coureuse             | Pays      | Équipe                | Temps           |
| 1re | Amanda Spratt        | Australie | Mitchelton-Scott      | 5 h 32 min 26 s |
| 2e | Soraya Paladin       | Italie    | Alé Cipollini         | + 12 s          |
| 3e | Mavi García          | Espagne   | Movistar Team         | + 12 s          |
| 4e | Amy Pieters          | Pays-Bas  | Boels Dolmans         | + 21 s          |
| 5e | Annemiek van Vleuten | Pays-Bas  | Mitchelton-Scott      | + 21 s          |
| 6e | Elisa Longo Borghini | Italie    | Trek-Segafredo        | + 25 s          |
| 7e | Rachel Neylan        | Australie | Virtu Cycling Women   | + 28 s          |
| 8e | Katrine Aalerud      | Norvège   | Virtu Cycling Women   | + 28 s          |
| 9e | Sheyla Gutiérrez     | Espagne   | Movistar Team         | + 35 s          |
| 10e | Ane Santesteban      | Espagne   | WNT-Rotor Pro Cycling | + 35 s          |

### 3eétape
Un groupe d'échappée de treize coureuses se forme en début d'étape. Tanja Erath assure son maillot de meilleure sprinteuse en remportant le premier sprint. Après un regroupement, Amanda Spratt gagne le deuxième sprint. À mi-étape, Nicole Steigenga et Roos Hoogeboom parviennent à s'échapper. Malgorzata Jasinska fait le saut. Leur avance atteint la minute. Dans la dernière ascension, à vingt-et-un kilomètres de l'arrivée, elles sont néanmoins reprises. Tayler Wiles y place une attaque. Elle a dix secondes d'avance sur un groupe de favorites au sommet dans un épais brouillard. Après la descente, son avance est de trente secondes, alors que le groupe de poursuivantes est mené par la formation Movistar. L'Américaine s'impose finalement. Dans la dernière côte, le groupe de chasse de disloque. Elisa Longo Borghini est deuxième.
| \| Classement de l'étape \| Classement de l'étape \| Classement de l'étape \| Classement de l'étape \| Classement de l'étape \| \| Coureuse \| Coureuse \| Pays \| Équipe \| Temps \| \| --------------------- \| --------------------- \| --------------------- \| --------------------- \| --------------------- \| \| 1re \| Tayler Wiles \| États-Unis \| Trek-Segafredo \| 2 h 37 min 43 s \| \| 2e \| Elisa Longo Borghini \| Italie \| Trek-Segafredo \| + 21 s \| \| 3e \| Soraya Paladin \| Italie \| Alé Cipollini \| + 25 s \| \| 4e \| Annemiek van Vleuten \| Pays-Bas \| Mitchelton-Scott \| + 25 s \| \| 5e \| Amanda Spratt \| Australie \| Mitchelton-Scott \| + 31 s \| \| 6e \| Katrine Aalerud \| Norvège \| Virtu Cycling Women \| + 43 s \| \| 7e \| Mavi García \| Espagne \| Movistar Team \| + 50 s \| \| 8e \| Elise Chabbey \| Suisse \| Bigla \| + 58 s \| \| 9e \| Ane Santesteban \| Espagne \| WNT-Rotor Pro Cycling \| + 58 s \| \| 10e \| Eider Merino \| Espagne \| Movistar Team \| + 58 s \| |                      |            |                       |                 |
| |                      |            |                       |                 |
| |                      |            |                       |                 |
| Classement de l'étape |                      |            |                       |                 |
| Coureuse | Coureuse             | Pays       | Équipe                | Temps           |
| 1re | Tayler Wiles         | États-Unis | Trek-Segafredo        | 2 h 37 min 43 s |
| 2e | Elisa Longo Borghini | Italie     | Trek-Segafredo        | + 21 s          |
| 3e | Soraya Paladin       | Italie     | Alé Cipollini         | + 25 s          |
| 4e | Annemiek van Vleuten | Pays-Bas   | Mitchelton-Scott      | + 25 s          |
| 5e | Amanda Spratt        | Australie  | Mitchelton-Scott      | + 31 s          |
| 6e | Katrine Aalerud      | Norvège    | Virtu Cycling Women   | + 43 s          |
| 7e | Mavi García          | Espagne    | Movistar Team         | + 50 s          |
| 8e | Elise Chabbey        | Suisse     | Bigla                 | + 58 s          |
| 9e | Ane Santesteban      | Espagne    | WNT-Rotor Pro Cycling | + 58 s          |
| 10e | Eider Merino         | Espagne    | Movistar Team         | + 58 s          |

| \| Classement général \| Classement général \| Classement général \| Classement général \| Classement général \| \| Coureuse \| Coureuse \| Pays \| Équipe \| Temps \| \| ------------------ \| -------------------- \| ------------------ \| --------------------- \| ------------------ \| \| 1re \| Amanda Spratt \| Australie \| Mitchelton-Scott \| 8 h 10 min 37 s \| \| 2e \| Soraya Paladin \| Italie \| Alé Cipollini \| + 5 s \| \| 3e \| Elisa Longo Borghini \| Italie \| Trek-Segafredo \| + 12 s \| \| 4e \| Tayler Wiles \| États-Unis \| Trek-Segafredo \| + 16 s \| \| 5e \| Annemiek van Vleuten \| Pays-Bas \| Mitchelton-Scott \| + 18 s \| \| 6e \| Mavi García \| Espagne \| Movistar Team \| + 32 s \| \| 7e \| Katrine Aalerud \| Norvège \| Virtu Cycling Women \| + 43 s \| \| 8e \| Amy Pieters \| Pays-Bas \| Boels Dolmans \| + 1 min 03 s \| \| 9e \| Ane Santesteban \| Espagne \| WNT-Rotor Pro Cycling \| + 1 min 05 s \| \| 10e \| Eider Merino \| Espagne \| Movistar Team \| + 1 min 05 s \| |                      |            |                       |                 |
| |                      |            |                       |                 |
| |                      |            |                       |                 |
| Classement général |                      |            |                       |                 |
| Coureuse | Coureuse             | Pays       | Équipe                | Temps           |
| 1re | Amanda Spratt        | Australie  | Mitchelton-Scott      | 8 h 10 min 37 s |
| 2e | Soraya Paladin       | Italie     | Alé Cipollini         | + 5 s           |
| 3e | Elisa Longo Borghini | Italie     | Trek-Segafredo        | + 12 s          |
| 4e | Tayler Wiles         | États-Unis | Trek-Segafredo        | + 16 s          |
| 5e | Annemiek van Vleuten | Pays-Bas   | Mitchelton-Scott      | + 18 s          |
| 6e | Mavi García          | Espagne    | Movistar Team         | + 32 s          |
| 7e | Katrine Aalerud      | Norvège    | Virtu Cycling Women   | + 43 s          |
| 8e | Amy Pieters          | Pays-Bas   | Boels Dolmans         | + 1 min 03 s    |
| 9e | Ane Santesteban      | Espagne    | WNT-Rotor Pro Cycling | + 1 min 05 s    |
| 10e | Eider Merino         | Espagne    | Movistar Team         | + 1 min 05 s    |

### 4eétape
Tanja Erath, Marissa Baks et Anna Plichta forment la première échappée au bout de trente kilomètres. Dans la première ascension, Malgorzata Jasinska revient sur Anna Plichta qui s'est distancée. Elles comptent deux minutes d'avance sur un peloton mené par la formation Mitchelton-Scott. Omer Shapira profite de l'ascension vers Atagoiti pour partir en poursuite. Elle est imitée par Sheyla Gutierrez et Nikola Noskova. Les cinq coureuses se regroupent plus loin, néanmoins avec quarante secondes d'avance au pied de la troisième montée. Sheyla Gutierrez attaque, suivie par Malgorzata Jasinska, les trois autres se faisant reprendre. La descente technique qui suit est fatale à l'échappée. Sheyla Gutierrez repart peu après avec Audrey Cordon, Cristina Martinez, Victorie Guilman, Lucy Kennedy, Christine Majerus, Ella Harris et Na Ah-reum. Ce groupe affronte en tête la dernière ascension de l'étape. Lucy Kennedy se laisse détacher pour venir assister ses coéquipières dans le peloton. Un regroupement général a lieu à un kilomètre du sommet. Presque en haut, Elisa Longo Borghini attaque. Amanda Spratt semble vouloir la suivre, mais hésite. La Michelton-Scott chasse, mais ne peut reprendre l'Italienne. Elle s'impose avec quatre secondes d'avance. Grâce aux bonifications, cela lui permet de remporter le classement général. Christine Majerus est seconde.
| \| Classement de l'étape \| Classement de l'étape \| Classement de l'étape \| Classement de l'étape \| Classement de l'étape \| \| Coureuse \| Coureuse \| Pays \| Équipe \| Temps \| \| --------------------- \| --------------------- \| --------------------- \| ---------------------------------- \| --------------------- \| \| 1re \| Elisa Longo Borghini \| Italie \| Trek-Segafredo \| 4 h 11 min 02 s \| \| 2e \| Christine Majerus \| Luxembourg \| Boels Dolmans \| + 4 s \| \| 3e \| Tayler Wiles \| États-Unis \| Trek-Segafredo \| + 4 s \| \| 4e \| Sheyla Gutiérrez \| Espagne \| Movistar Team \| + 4 s \| \| 5e \| Amanda Spratt \| Australie \| Mitchelton-Scott \| + 4 s \| \| 6e \| Soraya Paladin \| Italie \| Alé Cipollini \| + 4 s \| \| 7e \| Ane Santesteban \| Espagne \| WNT-Rotor Pro Cycling \| + 4 s \| \| 8e \| Victorie Guilman \| France \| FDJ-Nouvelle Aquitaine-Futuroscope \| + 4 s \| \| 9e \| Mavi García \| Espagne \| Movistar Team \| + 4 s \| \| 10e \| Katrine Aalerud \| Norvège \| Virtu Cycling Women \| + 4 s \| |                      |            |                                    |                 |
| |                      |            |                                    |                 |
| |                      |            |                                    |                 |
| Classement de l'étape |                      |            |                                    |                 |
| Coureuse | Coureuse             | Pays       | Équipe                             | Temps           |
| 1re | Elisa Longo Borghini | Italie     | Trek-Segafredo                     | 4 h 11 min 02 s |
| 2e | Christine Majerus    | Luxembourg | Boels Dolmans                      | + 4 s           |
| 3e | Tayler Wiles         | États-Unis | Trek-Segafredo                     | + 4 s           |
| 4e | Sheyla Gutiérrez     | Espagne    | Movistar Team                      | + 4 s           |
| 5e | Amanda Spratt        | Australie  | Mitchelton-Scott                   | + 4 s           |
| 6e | Soraya Paladin       | Italie     | Alé Cipollini                      | + 4 s           |
| 7e | Ane Santesteban      | Espagne    | WNT-Rotor Pro Cycling              | + 4 s           |
| 8e | Victorie Guilman     | France     | FDJ-Nouvelle Aquitaine-Futuroscope | + 4 s           |
| 9e | Mavi García          | Espagne    | Movistar Team                      | + 4 s           |
| 10e | Katrine Aalerud      | Norvège    | Virtu Cycling Women                | + 4 s           |

## Classements finals

### Classement général final
| \| Classement général \| Classement général \| Classement général \| Classement général \| Classement général \| \| Coureuse \| Coureuse \| Pays \| Équipe \| Temps \| \| ------------------ \| -------------------- \| ------------------ \| --------------------- \| ------------------ \| \| 1re \| Elisa Longo Borghini \| Italie \| Trek-Segafredo \| 12 h 21 min 41 s \| \| 2e \| Amanda Spratt \| Australie \| Mitchelton-Scott \| + 2 s \| \| 3e \| Soraya Paladin \| Italie \| Alé Cipollini \| + 7 s \| \| 4e \| Tayler Wiles \| États-Unis \| Trek-Segafredo \| + 14 s \| \| 5e \| Mavi García \| Espagne \| Movistar Team \| + 34 s \| \| 6e \| Annemiek van Vleuten \| Pays-Bas \| Mitchelton-Scott \| + 36 s \| \| 7e \| Katrine Aalerud \| Norvège \| Virtu Cycling Women \| + 45 s \| \| 8e \| Ane Santesteban \| Espagne \| WNT-Rotor Pro Cycling \| + 1 min 07 s \| \| 9e \| Eider Merino \| Espagne \| Movistar Team \| + 1 min 07 s \| \| 10e \| Cristina Martínez \| Espagne \| Bizkaia-Durango \| + 1 min 30 s \| |                      |            |                       |                  |
| |                      |            |                       |                  |
| |                      |            |                       |                  |
| Classement général |                      |            |                       |                  |
| Coureuse | Coureuse             | Pays       | Équipe                | Temps            |
| 1re | Elisa Longo Borghini | Italie     | Trek-Segafredo        | 12 h 21 min 41 s |
| 2e | Amanda Spratt        | Australie  | Mitchelton-Scott      | + 2 s            |
| 3e | Soraya Paladin       | Italie     | Alé Cipollini         | + 7 s            |
| 4e | Tayler Wiles         | États-Unis | Trek-Segafredo        | + 14 s           |
| 5e | Mavi García          | Espagne    | Movistar Team         | + 34 s           |
| 6e | Annemiek van Vleuten | Pays-Bas   | Mitchelton-Scott      | + 36 s           |
| 7e | Katrine Aalerud      | Norvège    | Virtu Cycling Women   | + 45 s           |
| 8e | Ane Santesteban      | Espagne    | WNT-Rotor Pro Cycling | + 1 min 07 s     |
| 9e | Eider Merino         | Espagne    | Movistar Team         | + 1 min 07 s     |
| 10e | Cristina Martínez    | Espagne    | Bizkaia-Durango       | + 1 min 30 s     |

### Points UCI
| Position                  | 1er | 2e  | 3e  | 4e  | 5e | 6e | 7e | 8e | 9e | 10e | 11e | 12e | 13e | 14e | 15e | 16e à 30e | 31e à 40e |  |  |  |
| Classement général        | 200 | 150 | 125 | 100 | 85 | 70 | 60 | 50 | 40 | 35  | 30  | 25  | 20  | 15  | 10  | 5         | 3         |  |  |  |
| Étapes et demi-étapes     | 25  | 20  | 18  | 16  | 14 | 12 | 10 | 8  | 6  | 4   |     |     |     |     |     |           |           |  |  |  |
| Port du maillot de leader | 5   |     |     |     |    |    |    |    |    |     |     |     |     |     |     |           |           |  |  |  |

### Classements annexes
| Classement par points | Classement par points | Classement par points | Classement par points | Classement par points |
| Coureuse              | Coureuse              | Pays                  | Équipe                | Points                |
| --------------------- | --------------------- | --------------------- | --------------------- | --------------------- |
| 1re                   | Elisa Longo Borghini  | Italie                | Trek-Segafredo        | 65 pts                |
| 2e                    | Amanda Spratt         | Australie             | Mitchelton-Scott      | 52 pts                |
| 3e                    | Soraya Paladin        | Italie                | Alé Cipollini         | 46 pts                |
| 4e                    | Sheyla Gutiérrez      | Espagne               | Movistar Team         | 44 pts                |
| 5e                    | Tayler Wiles          | États-Unis            | Trek-Segafredo        | 41 pts                |
| 6e                    | Mavi García           | Espagne               | Movistar Team         | 32 pts                |
| 7e                    | Annemiek van Vleuten  | Pays-Bas              | Mitchelton-Scott      | 26 pts                |
| 8e                    | Jolien D'Hoore        | Belgique              | Boels Dolmans         | 25 pts                |
| 9e                    | Katrine Aalerud       | Norvège               | Virtu Cycling Women   | 24 pts                |
| 10e                   | Christine Majerus     | Luxembourg            | Boels Dolmans         | 22 pts                |

| Classement par points | Classement par points | Classement par points | Classement par points | Classement par points |
| Coureuse              | Coureuse              | Pays                  | Équipe                | Points                |
| --------------------- | --------------------- | --------------------- | --------------------- | --------------------- |
| 1re                   | Elisa Longo Borghini  | Italie                | Trek-Segafredo        | 65 pts                |
| 2e                    | Amanda Spratt         | Australie             | Mitchelton-Scott      | 52 pts                |
| 3e                    | Soraya Paladin        | Italie                | Alé Cipollini         | 46 pts                |
| 4e                    | Sheyla Gutiérrez      | Espagne               | Movistar Team         | 44 pts                |
| 5e                    | Tayler Wiles          | États-Unis            | Trek-Segafredo        | 41 pts                |
| 6e                    | Mavi García           | Espagne               | Movistar Team         | 32 pts                |
| 7e                    | Annemiek van Vleuten  | Pays-Bas              | Mitchelton-Scott      | 26 pts                |
| 8e                    | Jolien D'Hoore        | Belgique              | Boels Dolmans         | 25 pts                |
| 9e                    | Katrine Aalerud       | Norvège               | Virtu Cycling Women   | 24 pts                |
| 10e                   | Christine Majerus     | Luxembourg            | Boels Dolmans         | 22 pts                |

| Classement de la montagne | Classement de la montagne | Classement de la montagne | Classement de la montagne | Classement de la montagne |
| Coureuse                  | Coureuse                  | Pays                      | Équipe                    | Points                    |
| ------------------------- | ------------------------- | ------------------------- | ------------------------- | ------------------------- |
| 1re                       | Elisa Longo Borghini      | Italie                    | Trek-Segafredo            | 32 pts                    |
| 2e                        | Tayler Wiles              | États-Unis                | Trek-Segafredo            | 16 pts                    |
| 3e                        | Annemiek van Vleuten      | Pays-Bas                  | Mitchelton-Scott          | 13 pts                    |
| 4e                        | Małgorzata Jasińska       | Pologne                   | Movistar Team             | 11 pts                    |
| 5e                        | Sophie Wright             | Royaume-Uni               | Bigla                     | 11 pts                    |
| 6e                        | Anna Plichta              | Pologne                   | Trek-Segafredo            | 10 pts                    |
| 7e                        | Amanda Spratt             | Australie                 | Mitchelton-Scott          | 9 pts                     |
| 8e                        | Christine Majerus         | Luxembourg                | Boels Dolmans             | 6 pts                     |
| 9e                        | Clara Koppenburg          | Allemagne                 | WNT-Rotor Pro Cycling     | 4 pts                     |
| 10e                       | Sheyla Gutiérrez          | Espagne                   | Movistar Team             | 4 pts                     |

| Classement de la montagne | Classement de la montagne | Classement de la montagne | Classement de la montagne | Classement de la montagne |
| Coureuse                  | Coureuse                  | Pays                      | Équipe                    | Points                    |
| ------------------------- | ------------------------- | ------------------------- | ------------------------- | ------------------------- |
| 1re                       | Elisa Longo Borghini      | Italie                    | Trek-Segafredo            | 32 pts                    |
| 2e                        | Tayler Wiles              | États-Unis                | Trek-Segafredo            | 16 pts                    |
| 3e                        | Annemiek van Vleuten      | Pays-Bas                  | Mitchelton-Scott          | 13 pts                    |
| 4e                        | Małgorzata Jasińska       | Pologne                   | Movistar Team             | 11 pts                    |
| 5e                        | Sophie Wright             | Royaume-Uni               | Bigla                     | 11 pts                    |
| 6e                        | Anna Plichta              | Pologne                   | Trek-Segafredo            | 10 pts                    |
| 7e                        | Amanda Spratt             | Australie                 | Mitchelton-Scott          | 9 pts                     |
| 8e                        | Christine Majerus         | Luxembourg                | Boels Dolmans             | 6 pts                     |
| 9e                        | Clara Koppenburg          | Allemagne                 | WNT-Rotor Pro Cycling     | 4 pts                     |
| 10e                       | Sheyla Gutiérrez          | Espagne                   | Movistar Team             | 4 pts                     |

| Classement du meilleur jeune | Classement du meilleur jeune | Classement du meilleur jeune | Classement du meilleur jeune       | Classement du meilleur jeune |
| Coureuse                     | Coureuse                     | Pays                         | Équipe                             | Temps                        |
| ---------------------------- | ---------------------------- | ---------------------------- | ---------------------------------- | ---------------------------- |
| 1re                          | Évita Muzic                  | France                       | FDJ-Nouvelle Aquitaine-Futuroscope | 12 h 24 min 09 s             |
| 2e                           | Ella Harris                  | Nouvelle-Zélande             | Canyon-SRAM Racing                 | + 47 s                       |
| 3e                           | Sophie Wright                | Royaume-Uni                  | Bigla                              | + 2 min 20 s                 |
| 4e                           | Nicole D'agostin             | Italie                       | Bizkaia-Durango                    | + 7 min 43 s                 |
| 5e                           | Alessia Vigilia              | Italie                       | Valcar Cylance                     | + 8 min 45 s                 |
| 6e                           | Sofia Bertizzolo             | Italie                       | Virtu Cycling Women                | + 13 min 22 s                |
| 7e                           | Nadia Quagliotto             | Italie                       | Alé Cipollini                      | + 13 min 44 s                |
| 8e                           | Nikola Nosková               | Tchéquie                     | Bigla                              | + 17 min 38 s                |
| 9e                           | Paula Patiño                 | Colombie                     | Movistar Team                      | + 18 min 42 s                |
| 10e                          | Vania Canvelli               | Italie                       | Bepink                             | + 20 min 03 s                |

| Classement du meilleur jeune | Classement du meilleur jeune | Classement du meilleur jeune | Classement du meilleur jeune       | Classement du meilleur jeune |
| Coureuse                     | Coureuse                     | Pays                         | Équipe                             | Temps                        |
| ---------------------------- | ---------------------------- | ---------------------------- | ---------------------------------- | ---------------------------- |
| 1re                          | Évita Muzic                  | France                       | FDJ-Nouvelle Aquitaine-Futuroscope | 12 h 24 min 09 s             |
| 2e                           | Ella Harris                  | Nouvelle-Zélande             | Canyon-SRAM Racing                 | + 47 s                       |
| 3e                           | Sophie Wright                | Royaume-Uni                  | Bigla                              | + 2 min 20 s                 |
| 4e                           | Nicole D'agostin             | Italie                       | Bizkaia-Durango                    | + 7 min 43 s                 |
| 5e                           | Alessia Vigilia              | Italie                       | Valcar Cylance                     | + 8 min 45 s                 |
| 6e                           | Sofia Bertizzolo             | Italie                       | Virtu Cycling Women                | + 13 min 22 s                |
| 7e                           | Nadia Quagliotto             | Italie                       | Alé Cipollini                      | + 13 min 44 s                |
| 8e                           | Nikola Nosková               | Tchéquie                     | Bigla                              | + 17 min 38 s                |
| 9e                           | Paula Patiño                 | Colombie                     | Movistar Team                      | + 18 min 42 s                |
| 10e                          | Vania Canvelli               | Italie                       | Bepink                             | + 20 min 03 s                |

| Classement des sprints | Classement des sprints | Classement des sprints | Classement des sprints | Classement des sprints |
| Coureuse               | Coureuse               | Pays                   | Équipe                 | Points                 |
| ---------------------- | ---------------------- | ---------------------- | ---------------------- | ---------------------- |
| 1re                    | Tanja Erath            | Allemagne              | Canyon-SRAM Racing     | 19 pts                 |
| 2e                     | Sheyla Gutiérrez       | Espagne                | Movistar Team          | 11 pts                 |
| 3e                     | Alena Amialiusik       | Biélorussie            | Canyon-SRAM Racing     | 8 pts                  |
| 4e                     | Nicole Steigenga       | Pays-Bas               | Bepink                 | 5 pts                  |
| 5e                     | Anna Plichta           | Pologne                | Trek-Segafredo         | 4 pts                  |
| 6e                     | Lucy Kennedy           | Australie              | Mitchelton-Scott       | 3 pts                  |
| 7e                     | Nikola Nosková         | Tchéquie               | Bigla                  | 1 pt                   |
| 8e                     | Rotem Gafinovitz       | Israël                 | Canyon-SRAM Racing     | 1 pt                   |
| 9e                     | Annemiek van Vleuten   | Pays-Bas               | Mitchelton-Scott       | 1 pt                   |
| 10e                    | Christine Majerus      | Luxembourg             | Boels Dolmans          | 1 pt                   |

| Classement des sprints | Classement des sprints | Classement des sprints | Classement des sprints | Classement des sprints |
| Coureuse               | Coureuse               | Pays                   | Équipe                 | Points                 |
| ---------------------- | ---------------------- | ---------------------- | ---------------------- | ---------------------- |
| 1re                    | Tanja Erath            | Allemagne              | Canyon-SRAM Racing     | 19 pts                 |
| 2e                     | Sheyla Gutiérrez       | Espagne                | Movistar Team          | 11 pts                 |
| 3e                     | Alena Amialiusik       | Biélorussie            | Canyon-SRAM Racing     | 8 pts                  |
| 4e                     | Nicole Steigenga       | Pays-Bas               | Bepink                 | 5 pts                  |
| 5e                     | Anna Plichta           | Pologne                | Trek-Segafredo         | 4 pts                  |
| 6e                     | Lucy Kennedy           | Australie              | Mitchelton-Scott       | 3 pts                  |
| 7e                     | Nikola Nosková         | Tchéquie               | Bigla                  | 1 pt                   |
| 8e                     | Rotem Gafinovitz       | Israël                 | Canyon-SRAM Racing     | 1 pt                   |
| 9e                     | Annemiek van Vleuten   | Pays-Bas               | Mitchelton-Scott       | 1 pt                   |
| 10e                    | Christine Majerus      | Luxembourg             | Boels Dolmans          | 1 pt                   |

| Classement par équipes | Classement par équipes             | Classement par équipes | Classement par équipes |
| Équipe                 | Équipe                             | Pays                   | Temps                  |
| ---------------------- | ---------------------------------- | ---------------------- | ---------------------- |
| 1re                    | Movistar Team                      | Espagne                | 37 h 08 min 27 s       |
| 2e                     | Trek-Segafredo                     | États-Unis             | + 24 s                 |
| 3e                     | Mitchelton-Scott                   | Australie              | + 43 s                 |
| 4e                     | FDJ-Nouvelle Aquitaine-Futuroscope | France                 | + 8 min 35 s           |
| 5e                     | Canyon-SRAM Racing                 | Allemagne              | + 9 min 19 s           |
| 6e                     | Boels Dolmans                      | Pays-Bas               | + 11 min 33 s          |
| 7e                     | Alé Cipollini                      | Italie                 | + 11 min 40 s          |
| 8e                     | BTC City Ljubljana                 | Slovénie               | + 14 min 48 s          |
| 9e                     | Virtu Cycling Women                | Danemark               | + 16 min 14 s          |
| 10e                    | Bizkaia-Durango                    | Espagne                | + 16 min 45 s          |

| Classement par équipes | Classement par équipes             | Classement par équipes | Classement par équipes |
| Équipe                 | Équipe                             | Pays                   | Temps                  |
| ---------------------- | ---------------------------------- | ---------------------- | ---------------------- |
| 1re                    | Movistar Team                      | Espagne                | 37 h 08 min 27 s       |
| 2e                     | Trek-Segafredo                     | États-Unis             | + 24 s                 |
| 3e                     | Mitchelton-Scott                   | Australie              | + 43 s                 |
| 4e                     | FDJ-Nouvelle Aquitaine-Futuroscope | France                 | + 8 min 35 s           |
| 5e                     | Canyon-SRAM Racing                 | Allemagne              | + 9 min 19 s           |
| 6e                     | Boels Dolmans                      | Pays-Bas               | + 11 min 33 s          |
| 7e                     | Alé Cipollini                      | Italie                 | + 11 min 40 s          |
| 8e                     | BTC City Ljubljana                 | Slovénie               | + 14 min 48 s          |
| 9e                     | Virtu Cycling Women                | Danemark               | + 16 min 14 s          |
| 10e                    | Bizkaia-Durango                    | Espagne                | + 16 min 45 s          |

## Évolution des classements
| Étape              |                    | Vainqueur _          | Classement général   | Classement par points | Meilleure grimpeuse  | Meilleure sprinteuse | Meilleure jeune  | Meilleure équipe _ | Nationalité     |
| ------------------ | ------------------ | -------------------- | -------------------- | --------------------- | -------------------- | -------------------- | ---------------- | ------------------ | --------------- |
| 1re étape          | étape vallonnée    | Jolien D'Hoore       | Jolien D'Hoore       | Jolien D'Hoore        | Elisa Longo Borghini | Tanja Erath          | Sofia Bertizzolo | Mitchelton-Scott   | Ane Santesteban |
| 2e étape           | étape de montagne  | Amanda Spratt        | Amanda Spratt        | Amanda Spratt         | Elisa Longo Borghini | Tanja Erath          | Sofia Bertizzolo | Mitchelton-Scott   | Ane Santesteban |
| 3e étape           | étape de montagne  | Tayler Wiles         | Amanda Spratt        | Amanda Spratt         | Elisa Longo Borghini | Tanja Erath          | Évita Muzic      | Trek-Segafredo     | Ane Santesteban |
| 4e étape           | étape de montagne  | Elisa Longo Borghini | Elisa Longo Borghini | Elisa Longo Borghini  | Elisa Longo Borghini | Tanja Erath          | Évita Muzic      | Movistar Team      | Ane Santesteban |
| Classements finals | Classements finals |                      | Elisa Longo Borghini | Elisa Longo Borghini  | Elisa Longo Borghini | Tanja Erath          | Évita Muzic      | Movistar Team      | Ane Santesteban |

Note: Le classement "nationalité" est en fait le classement de la meilleure Basque.

## Liste des participantes
| Légende                                | Légende                                                                                              | Légende                          | Légende |
| -------------------------------------- | --- | -------------------------------- | --- |
| Num                                    | Dossard de départ porté par la coureuse sur ce Emakumeen Euskal Bira                                 | Pos                              | Position finale au classement général                                                                           |
| Leader du classement général           | Indique la vainqueur du classement général                                                           | Leader du classement par points  | Indique la vainqueur du classement par points                                                                   |
| Leader du classement de la montagne    | Indique la vainqueur du classement de la montagne                                                    | Leader du classement des sprints | Indique la vainqueur du classement des sprints                                                                  |
| Leader du classement du meilleur jeune | Indique la vainqueur du classement de la meilleure jeune                                             |                                  | Indique un maillot de champion national ou mondial, suivi de sa spécialité                                      |
| #                                      | Indique la meilleure équipe                                                                          | NP                               | Indique une coureuse qui n'a pas pris le départ d'une étape, suivi du numéro de l'étape où elle s'est retirée   |
| AB                                     | Indique une coureuse qui n'a pas terminé une étape, suivi du numéro de l'étape où elle s'est retirée | HD                               | Indique un coureuse qui a terminé une étape hors des délais, suivi du numéro de l'étape                         |
| DSQ                                    | Indique un coureur qui a été disqualifié de la course, suivi du numéro de l'étape                    | *                                | Indique un coureuse en lice pour le classement de la meilleure jeune (coureuses nées après le 1er janvier 1997) |

| Mitchelton-Scott MTS | Mitchelton-Scott MTS       | Mitchelton-Scott MTS |
| -------------------- | -------------------------- | -------------------- |
| Num                  | Coureuse                   | Pos                  |
| 1                    | Amanda Spratt (AUS)        | 2e                   |
| 2                    | Gracie Elvin (AUS)         | AB-4                 |
| 3                    | Lucy Kennedy (AUS)         | 17e                  |
| 4                    | Jessica Allen (AUS)        | AB-4                 |
| 5                    | Alexandra Manly (AUS)      | 63e                  |
| 6                    | Annemiek van Vleuten (NED) | 6e                   |

| Bigla BIG | Bigla BIG            | Bigla BIG |
| --------- | -------------------- | --------- |
| Num       | Coureuse             | Pos       |
| 11        | Sophie Wright (GBR)  | 25e       |
| 12        | Martina Alzini (ITA) | AB-4      |
| 13        | Leah Thomas (USA)    | NP-4      |
| 14        | Elise Chabbey (SUI)  | 24e       |
| 15        | Mikayla Harvey (NZL) | AB-4      |
| 16        | Nikola Nosková (CZE) | 45e       |

| Bizkaia-Durango BDP | Bizkaia-Durango BDP     | Bizkaia-Durango BDP |
| ------------------- | ----------------------- | ------------------- |
| Num                 | Coureuse                | Pos                 |
| 21                  | Nicole D'agostin (ITA)  | 33e                 |
| 22                  | Lucía González (ESP)    | 42e                 |
| 23                  | Cristina Martínez (ESP) | 10e                 |
| 24                  | Natalie Grinczer (GBR)  | 30e                 |
| 25                  | Sandra Alonso (ESP)     | 57e                 |
| 26                  | Aroa Gorostiza (ESP)    | 51e                 |

| Canyon-SRAM Racing CSR | Canyon-SRAM Racing CSR         | Canyon-SRAM Racing CSR |
| ---------------------- | ------------------------------ | ---------------------- |
| Num                    | Coureuse                       | Pos                    |
| 31                     | Alena Amialiusik (BLR) (route) | 23e                    |
| 32                     | Elena Cecchini (ITA)           | NP-3                   |
| 33                     | Tanja Erath (GER)              | 65e                    |
| 34                     | Rotem Gafinovitz (ISR)         | 39e                    |
| 35                     | Ella Harris (NZL)              | 19e                    |
| 36                     | Omer Shapira (ISR)             | 29e                    |

| Trek-Segafredo TFS | Trek-Segafredo TFS         | Trek-Segafredo TFS |
| ------------------ | -------------------------- | ------------------ |
| Num                | Coureuse                   | Pos                |
| 51                 | Audrey Cordon-Ragot (FRA)  | 16e                |
| 52                 | Lauretta Hanson (AUS)      | AB-4               |
| 53                 | Elisa Longo Borghini (ITA) | 1re                |
| 54                 | Abigail Van Twisk (GBR)    | AB-2               |
| 55                 | Anna Plichta (POL)         | 66e                |
| 56                 | Tayler Wiles (USA)         | 4e                 |

| Virtu Cycling Women TVC | Virtu Cycling Women TVC | Virtu Cycling Women TVC |
| ----------------------- | ----------------------- | ----------------------- |
| Num                     | Coureuse                | Pos                     |
| 61                      | Katrine Aalerud (NOR)   | 7e                      |
| 62                      | Sara Penton (SWE)       |                         |
| 63                      | Emilie Moberg (NOR)     | AB-2                    |
| 64                      | Louise Norman Hansen    | 58e                     |
| 65                      | Rachel Neylan (AUS)     | 15e                     |
| 66                      | Sofia Bertizzolo (ITA)  | 40e                     |

| Boels Dolmans DLT | Boels Dolmans DLT               | Boels Dolmans DLT |
| ----------------- | ------------------------------- | ----------------- |
| Num               | Coureuse                        | Pos               |
| 71                | Christine Majerus (LUX) (route) | 11e               |
| 73                | Eva Buurman (NED)               | 37e               |
| 74                | Jolien D'Hoore (BEL)            | 55e               |
| 75                | Amy Pieters (NED)               | 12e               |
| 76                | Amalie Dideriksen (DEN) (route) | 43e               |

| WNT-Rotor Pro Cycling WNT | WNT-Rotor Pro Cycling WNT     | WNT-Rotor Pro Cycling WNT |
| ------------------------- | ----------------------------- | ------------------------- |
| Num                       | Coureuse                      | Pos                       |
| 81                        | Ane Santesteban (ESP)         | 8e                        |
| 82                        | Aafke Soet (NED)              | 56e                       |
| 83                        | Lara Vieceli (ITA)            | 53e                       |
| 84                        | Clara Koppenburg (GER)        | 13e                       |
| 85                        | Gabrielle Pilote Fortin (CAN) | 52e                       |
| 86                        | Anna Badegruber (AUT)         | AB-2                      |

| FDJ-Nouvelle Aquitaine-Futuroscope FDJ | FDJ-Nouvelle Aquitaine-Futuroscope FDJ | FDJ-Nouvelle Aquitaine-Futuroscope FDJ |
| -------------------------------------- | -------------------------------------- | -------------------------------------- |
| Num                                    | Coureuse                               | Pos                                    |
| 91                                     | Shara Marche (AUS)                     | 28e                                    |
| 92                                     | Charlotte Becker (GER)                 |                                        |
| 93                                     | Victorie Guilman (FRA)                 | 22e                                    |
| 94                                     | Évita Muzic (FRA)                      | 14e                                    |
| 95                                     | Greta Richioud (FRA)                   |                                        |
| 96                                     | Jade Wiel (FRA)                        | 54e                                    |

| Valcar Cylance VAL | Valcar Cylance VAL      | Valcar Cylance VAL |
| ------------------ | ----------------------- | ------------------ |
| Num                | Coureuse                | Pos                |
| 101                | Asja Paladin (ITA)      | AB-4               |
| 103                | Barbara Malcotti (ITA)  | AB-4               |
| 105                | Ilaria Sanguineti (ITA) | AB-4               |
| 106                | Alessia Vigilia (ITA)   | 35e                |

| Massi Tactic MAT | Massi Tactic MAT                | Massi Tactic MAT |
| ---------------- | ------------------------------- | ---------------- |
| Num              | Coureuse                        | Pos              |
| 111              | Nekane Gomez (ESP)              | HD-1             |
| 112              | Sandra Moral (ESP)              |                  |
| 113              | Mireia Benito (ESP)             |                  |
| 114              | Sofia Barriguete (ESP)          | AB-2             |
| 115              | Elisabet Escursell Valero (ESP) | AB-2             |
| 116              | Marina Isan (ESP)               | AB-2             |

| Bepink BPK | Bepink BPK              | Bepink BPK |
| ---------- | ----------------------- | ---------- |
| Num        | Coureuse                | Pos        |
| 121        | Tatiana Guderzo (ITA)   | 32e        |
| 122        | Nicole Steigenga (NED)  | 59e        |
| 124        | Vania Canvelli (ITA)    | 48e        |
| 125        | Katia Ragusa (ITA)      |            |
| 126        | Francesca Pattaro (ITA) |            |

| Movistar Team MOV | Movistar Team MOV                 | Movistar Team MOV |
| ----------------- | --------------------------------- | ----------------- |
| Num               | Coureuse                          | Pos               |
| 131               | Mavi García (ESP)                 | 5e                |
| 132               | Sheyla Gutiérrez (ESP)            | 18e               |
| 133               | Małgorzata Jasińska (POL) (route) | 34e               |
| 134               | Lorena Llamas (ESP)               | 38e               |
| 135               | Eider Merino (ESP) (route)        | 9e                |
| 136               | Paula Patiño (COL)                | 46e               |

| Alé Cipollini ALE | Alé Cipollini ALE          | Alé Cipollini ALE |
| ----------------- | -------------------------- | ----------------- |
| Num               | Coureuse                   | Pos               |
| 141               | Nadia Quagliotto (ITA)     | 41e               |
| 142               | Eri Yonamine (JPN) (route) | 36e               |
| 143               | Soraya Paladin (ITA)       | 3e                |
| 144               | Na Ah-reum (KOR)           |                   |
| 145               | Jelena Erić (SRB)          | 62e               |
| 146               | Anna Trevisi (ITA)         | 49e               |

| Biehler Pro Cycling BPC | Biehler Pro Cycling BPC  | Biehler Pro Cycling BPC |
| ----------------------- | ------------------------ | ----------------------- |
| Num                     | Coureuse                 | Pos                     |
| 151                     | Teuntje Beekhuis (NED)   | 26e                     |
| 152                     | Henrietta Colborne (GBR) | 64e                     |
| 153                     | Quinty Ton (NED)         | AB-4                    |
| 154                     | Roos Hoogeboom (NED)     | AB-4                    |
| 155                     | Marissa Baks (NED)       | 60e                     |
| 156                     | Nienke Wasmus (NED)      | AB-2                    |

| Servetto-Piumate-Beltrami TSA SER | Servetto-Piumate-Beltrami TSA SER | Servetto-Piumate-Beltrami TSA SER |
| --------------------------------- | --------------------------------- | --------------------------------- |
| Num                               | Coureuse                          | Pos                               |
| 161                               | Kseniya Dobrynina (RUS)           | AB-2                              |
| 162                               | Francesca Balducci (ITA)          | AB-1                              |
| 164                               | Mónika Király (HUN)               | AB-3                              |
| 165                               | Anna Potokina (RUS)               | 47e                               |
| 166                               | Yevheniya Vysotska (UKR)          | NP-1                              |

| BTC City Ljubljana BTC | BTC City Ljubljana BTC | BTC City Ljubljana BTC |
| ---------------------- | ---------------------- | ---------------------- |
| Num                    | Coureuse               | Pos                    |
| 171                    | Špela Kern (SLO)       | 31e                    |
| 172                    | Hanna Nilsson (SWE)    | 21e                    |
| 173                    | Eugenia Bujak (SLO)    | NP-4                   |
| 174                    | Urša Pintar (SLO)      | 27e                    |
| 175                    | Urška Žigart (SLO)     | 44e                    |
| 176                    | Maaike Boogaard (NED)  | AB-2                   |

| Sopela Women's Team SWT | Sopela Women's Team SWT  | Sopela Women's Team SWT |
| ----------------------- | ------------------------ | ----------------------- |
| Num                     | Coureuse                 | Pos                     |
| 181                     | Yurani Blanco (ESP)      | AB-4                    |
| 182                     | Ariadna Trias (ESP)      | AB-2                    |
| 183                     | Mireia Trias (ESP)       | 50e                     |
| 184                     | Alexandra Moreno (ESP)   | AB-2                    |
| 185                     | Andere Basterra (ESP)    | AB-2                    |
| 186                     | Julia Casas Codina (ESP) | 61e                     |

| Mitchelton-Scott MTS | Mitchelton-Scott MTS       | Mitchelton-Scott MTS |
| -------------------- | -------------------------- | -------------------- |
| Num                  | Coureuse                   | Pos                  |
| 1                    | Amanda Spratt (AUS)        | 2e                   |
| 2                    | Gracie Elvin (AUS)         | AB-4                 |
| 3                    | Lucy Kennedy (AUS)         | 17e                  |
| 4                    | Jessica Allen (AUS)        | AB-4                 |
| 5                    | Alexandra Manly (AUS)      | 63e                  |
| 6                    | Annemiek van Vleuten (NED) | 6e                   |

| Bigla BIG | Bigla BIG            | Bigla BIG |
| --------- | -------------------- | --------- |
| Num       | Coureuse             | Pos       |
| 11        | Sophie Wright (GBR)  | 25e       |
| 12        | Martina Alzini (ITA) | AB-4      |
| 13        | Leah Thomas (USA)    | NP-4      |
| 14        | Elise Chabbey (SUI)  | 24e       |
| 15        | Mikayla Harvey (NZL) | AB-4      |
| 16        | Nikola Nosková (CZE) | 45e       |

| Bizkaia-Durango BDP | Bizkaia-Durango BDP     | Bizkaia-Durango BDP |
| ------------------- | ----------------------- | ------------------- |
| Num                 | Coureuse                | Pos                 |
| 21                  | Nicole D'agostin (ITA)  | 33e                 |
| 22                  | Lucía González (ESP)    | 42e                 |
| 23                  | Cristina Martínez (ESP) | 10e                 |
| 24                  | Natalie Grinczer (GBR)  | 30e                 |
| 25                  | Sandra Alonso (ESP)     | 57e                 |
| 26                  | Aroa Gorostiza (ESP)    | 51e                 |

| Canyon-SRAM Racing CSR | Canyon-SRAM Racing CSR         | Canyon-SRAM Racing CSR |
| ---------------------- | ------------------------------ | ---------------------- |
| Num                    | Coureuse                       | Pos                    |
| 31                     | Alena Amialiusik (BLR) (route) | 23e                    |
| 32                     | Elena Cecchini (ITA)           | NP-3                   |
| 33                     | Tanja Erath (GER)              | 65e                    |
| 34                     | Rotem Gafinovitz (ISR)         | 39e                    |
| 35                     | Ella Harris (NZL)              | 19e                    |
| 36                     | Omer Shapira (ISR)             | 29e                    |

| Trek-Segafredo TFS | Trek-Segafredo TFS         | Trek-Segafredo TFS |
| ------------------ | -------------------------- | ------------------ |
| Num                | Coureuse                   | Pos                |
| 51                 | Audrey Cordon-Ragot (FRA)  | 16e                |
| 52                 | Lauretta Hanson (AUS)      | AB-4               |
| 53                 | Elisa Longo Borghini (ITA) | 1re                |
| 54                 | Abigail Van Twisk (GBR)    | AB-2               |
| 55                 | Anna Plichta (POL)         | 66e                |
| 56                 | Tayler Wiles (USA)         | 4e                 |

| Virtu Cycling Women TVC | Virtu Cycling Women TVC | Virtu Cycling Women TVC |
| ----------------------- | ----------------------- | ----------------------- |
| Num                     | Coureuse                | Pos                     |
| 61                      | Katrine Aalerud (NOR)   | 7e                      |
| 62                      | Sara Penton (SWE)       |                         |
| 63                      | Emilie Moberg (NOR)     | AB-2                    |
| 64                      | Louise Norman Hansen    | 58e                     |
| 65                      | Rachel Neylan (AUS)     | 15e                     |
| 66                      | Sofia Bertizzolo (ITA)  | 40e                     |

| Boels Dolmans DLT | Boels Dolmans DLT               | Boels Dolmans DLT |
| ----------------- | ------------------------------- | ----------------- |
| Num               | Coureuse                        | Pos               |
| 71                | Christine Majerus (LUX) (route) | 11e               |
| 73                | Eva Buurman (NED)               | 37e               |
| 74                | Jolien D'Hoore (BEL)            | 55e               |
| 75                | Amy Pieters (NED)               | 12e               |
| 76                | Amalie Dideriksen (DEN) (route) | 43e               |

| WNT-Rotor Pro Cycling WNT | WNT-Rotor Pro Cycling WNT     | WNT-Rotor Pro Cycling WNT |
| ------------------------- | ----------------------------- | ------------------------- |
| Num                       | Coureuse                      | Pos                       |
| 81                        | Ane Santesteban (ESP)         | 8e                        |
| 82                        | Aafke Soet (NED)              | 56e                       |
| 83                        | Lara Vieceli (ITA)            | 53e                       |
| 84                        | Clara Koppenburg (GER)        | 13e                       |
| 85                        | Gabrielle Pilote Fortin (CAN) | 52e                       |
| 86                        | Anna Badegruber (AUT)         | AB-2                      |

| FDJ-Nouvelle Aquitaine-Futuroscope FDJ | FDJ-Nouvelle Aquitaine-Futuroscope FDJ | FDJ-Nouvelle Aquitaine-Futuroscope FDJ |
| -------------------------------------- | -------------------------------------- | -------------------------------------- |
| Num                                    | Coureuse                               | Pos                                    |
| 91                                     | Shara Marche (AUS)                     | 28e                                    |
| 92                                     | Charlotte Becker (GER)                 |                                        |
| 93                                     | Victorie Guilman (FRA)                 | 22e                                    |
| 94                                     | Évita Muzic (FRA)                      | 14e                                    |
| 95                                     | Greta Richioud (FRA)                   |                                        |
| 96                                     | Jade Wiel (FRA)                        | 54e                                    |

| Valcar Cylance VAL | Valcar Cylance VAL      | Valcar Cylance VAL |
| ------------------ | ----------------------- | ------------------ |
| Num                | Coureuse                | Pos                |
| 101                | Asja Paladin (ITA)      | AB-4               |
| 103                | Barbara Malcotti (ITA)  | AB-4               |
| 105                | Ilaria Sanguineti (ITA) | AB-4               |
| 106                | Alessia Vigilia (ITA)   | 35e                |

| Massi Tactic MAT | Massi Tactic MAT                | Massi Tactic MAT |
| ---------------- | ------------------------------- | ---------------- |
| Num              | Coureuse                        | Pos              |
| 111              | Nekane Gomez (ESP)              | HD-1             |
| 112              | Sandra Moral (ESP)              |                  |
| 113              | Mireia Benito (ESP)             |                  |
| 114              | Sofia Barriguete (ESP)          | AB-2             |
| 115              | Elisabet Escursell Valero (ESP) | AB-2             |
| 116              | Marina Isan (ESP)               | AB-2             |

| Bepink BPK | Bepink BPK              | Bepink BPK |
| ---------- | ----------------------- | ---------- |
| Num        | Coureuse                | Pos        |
| 121        | Tatiana Guderzo (ITA)   | 32e        |
| 122        | Nicole Steigenga (NED)  | 59e        |
| 124        | Vania Canvelli (ITA)    | 48e        |
| 125        | Katia Ragusa (ITA)      |            |
| 126        | Francesca Pattaro (ITA) |            |

| Movistar Team MOV | Movistar Team MOV                 | Movistar Team MOV |
| ----------------- | --------------------------------- | ----------------- |
| Num               | Coureuse                          | Pos               |
| 131               | Mavi García (ESP)                 | 5e                |
| 132               | Sheyla Gutiérrez (ESP)            | 18e               |
| 133               | Małgorzata Jasińska (POL) (route) | 34e               |
| 134               | Lorena Llamas (ESP)               | 38e               |
| 135               | Eider Merino (ESP) (route)        | 9e                |
| 136               | Paula Patiño (COL)                | 46e               |

| Alé Cipollini ALE | Alé Cipollini ALE          | Alé Cipollini ALE |
| ----------------- | -------------------------- | ----------------- |
| Num               | Coureuse                   | Pos               |
| 141               | Nadia Quagliotto (ITA)     | 41e               |
| 142               | Eri Yonamine (JPN) (route) | 36e               |
| 143               | Soraya Paladin (ITA)       | 3e                |
| 144               | Na Ah-reum (KOR)           |                   |
| 145               | Jelena Erić (SRB)          | 62e               |
| 146               | Anna Trevisi (ITA)         | 49e               |

| Biehler Pro Cycling BPC | Biehler Pro Cycling BPC  | Biehler Pro Cycling BPC |
| ----------------------- | ------------------------ | ----------------------- |
| Num                     | Coureuse                 | Pos                     |
| 151                     | Teuntje Beekhuis (NED)   | 26e                     |
| 152                     | Henrietta Colborne (GBR) | 64e                     |
| 153                     | Quinty Ton (NED)         | AB-4                    |
| 154                     | Roos Hoogeboom (NED)     | AB-4                    |
| 155                     | Marissa Baks (NED)       | 60e                     |
| 156                     | Nienke Wasmus (NED)      | AB-2                    |

| Servetto-Piumate-Beltrami TSA SER | Servetto-Piumate-Beltrami TSA SER | Servetto-Piumate-Beltrami TSA SER |
| --------------------------------- | --------------------------------- | --------------------------------- |
| Num                               | Coureuse                          | Pos                               |
| 161                               | Kseniya Dobrynina (RUS)           | AB-2                              |
| 162                               | Francesca Balducci (ITA)          | AB-1                              |
| 164                               | Mónika Király (HUN)               | AB-3                              |
| 165                               | Anna Potokina (RUS)               | 47e                               |
| 166                               | Yevheniya Vysotska (UKR)          | NP-1                              |

| BTC City Ljubljana BTC | BTC City Ljubljana BTC | BTC City Ljubljana BTC |
| ---------------------- | ---------------------- | ---------------------- |
| Num                    | Coureuse               | Pos                    |
| 171                    | Špela Kern (SLO)       | 31e                    |
| 172                    | Hanna Nilsson (SWE)    | 21e                    |
| 173                    | Eugenia Bujak (SLO)    | NP-4                   |
| 174                    | Urša Pintar (SLO)      | 27e                    |
| 175                    | Urška Žigart (SLO)     | 44e                    |
| 176                    | Maaike Boogaard (NED)  | AB-2                   |

| Sopela Women's Team SWT | Sopela Women's Team SWT  | Sopela Women's Team SWT |
| ----------------------- | ------------------------ | ----------------------- |
| Num                     | Coureuse                 | Pos                     |
| 181                     | Yurani Blanco (ESP)      | AB-4                    |
| 182                     | Ariadna Trias (ESP)      | AB-2                    |
| 183                     | Mireia Trias (ESP)       | 50e                     |
| 184                     | Alexandra Moreno (ESP)   | AB-2                    |
| 185                     | Andere Basterra (ESP)    | AB-2                    |
| 186                     | Julia Casas Codina (ESP) | 61e                     |

## Organisation et règlement

### Organisation
La course est organisée par Iurreko Gallanda Txirrin-dularitza Kluba. Elle est dirigée par Agustín Ruiz Larringan et Jabier Agirre.

### Règlement de la course

#### Délais
Lors d'une course cycliste, les coureurs sont tenus d'arriver dans un laps de temps imparti à la suite du premier pour pouvoir être classés. Les délais prévus sont de 13 % pour la première étape, 18 % pour la deuxième, troisième et quatrième étapes . La règle des trois kilomètres s'applique conformément au règlement UCI sauf sur les deuxième et troisième étapes qui sont considérées se terminer en côte.

#### Classements et bonifications
Le classement général individuel au temps est calculé par le cumul des temps enregistrés dans chacune des étapes parcourues. Des bonifications et d'éventuelles pénalisations sont incluses dans le calcul du classement. Le coureur qui est premier de ce classement est porteur du maillot blanc.

##### Classement par points
Le maillot orange, récompense le classement par points. Celui-ci se calcule selon le classement lors des arrivées d'étape.
Les étapes en ligne et le prologue attribuent aux quinze premières des points selon le décompte suivant : 25, 20, 16, 14, 12, 11, 9, 8, 7, 6, 5, 4, 3, 2 et 1 points. En cas d'égalité, les coureurs sont prioritairement départagés par le nombre de victoires d'étapes. Si l'égalité persiste, la place obtenue au classement général entrent en compte. Pour être classé, un coureur doit avoir terminé la course dans les délais.

##### Classement de la montagne
Le maillot blanc à feuilles rouge, récompense le classement de la montagne. Les monts de première catégorie attribuent 10, 8, 6, 4 et 2 points aux cinq premières. Ceux de deuxième catégorie attribuent 6, 4, 2 et 1 points enfin ceux de troisième catégorie 3, 2 et 1 points aux trois premières. En cas d'égalité, le nombre de première places sur les grand prix des monts sont décomptés. Si l'égalité persiste, la place obtenue au classement général entrent en compte.

##### Classement des sprints
Le maillot bleu, récompense le classement des sprints. Celui-ci se calcule selon le classement lors de sprints intermédiaires. Les trois premiers coureurs des sprints intermédiaires reçoivent respectivement 5, 3 et un point. En cas d'égalité, celle qui a gagné le plus de sprints s'impose. En cas de nouvelle égalité, le classement général sert à départager.

##### Classement de la meilleure jeune
Le classement de la meilleure jeune ne concerne qu'une certaine catégorie de coureuses, celles étant âgées de moins de 23 ans. C'est-à-dire aux coureuses nées après le 1er janvier 1997. Ce classement, basé sur le classement général, attribue au premier un maillot rose.

##### Classement de la meilleure Basque
Le classement de la meilleure Basque ne concerne qu'une certaine catégorie de coureuses, celles basques. Ce classement, basé sur le classement général, attribue au premier un maillot vert.

#### Primes
Les étapes en ligne, permettent de remporter les primes suivantes:
| Position | 1er   | 2e    | 3e    | 4e    | 5e    | 6e    | 7e    | 8e    | 9e    | 10e   |
| Prix     | 625 € | 400 € | 275 € | 250 € | 230 € | 200 € | 170 € | 150 € | 150 € | 150 € |

En sus, les coureuses placées de la 11e à la 15e place gagnent 100 €.
Le classement général final attribue les sommes suivantes :
| Position | 1er     | 2e      | 3e    | 4e    | 5e    | 6e    | 7e    | 8e    | 9e    | 10e   |
| Prix     | 1 200 € | 1 000 € | 800 € | 500 € | 400 € | 300 € | 250 € | 225 € | 200 € | 125 € |

En sus, les coureuses placées de la 11e à la 15e place gagnent 100 €.

#### Prix
Par ailleurs des prix sont distribués. Le classement par équipes rapporte 800, 500 et 300 € aux trois premières. Le classement général donne en sus des primes précédentes 300, 250 et 200 € aux trois premières. Le même barème s'applique au classement par points, à celui de la montagne, à celui des sprints et à celui de la meilleure Basque. Le classement de la meilleure jeune attribuent 500, 400 et 300 €. Le prix Joane Somarriba offert en fin d'épreuve est de 200 €. Enfin, le prix de la combativité rapporte 50 € sur chaque étape.